# Jeremy Comte

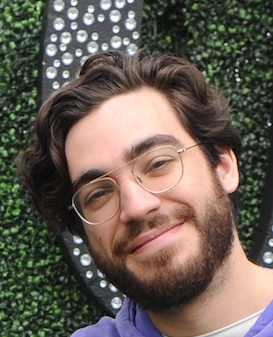
Jeremy Comte (2018)

Jérémy Comte (* 1990 in Mont-Saint-Michel, Québec) ist ein kanadischer Filmregisseur. Er ist vor allem bekannt durch seinen Kurzfilm Fauve, der beim Sundance Film Festival 2018 einen Preis gewann und bei der Oscarverleihung 2019 als Bester Kurzfilm nominiert war.

## Leben
Comte wuchs in Sherbrooke, Quebec auf. Mit 18 realisierte er seinen ersten Kurzdokumentarfilm namens Feel the Hill. 2013 schloss er ein Studium der Filmproduktion an der Concordia University in Montreal ab. Anschließend veröffentlichte er zwei Kurzdokumentarfilme, Rueda (2013) und Paths (2014).
Nach seinem Studium drehte er zwei fiktionale Kurzfilme: Ce qu'il reste und Fauve.  Fauve wurde sehr erfolgreich und gewann den Special Jury Award auf dem Sundance Film Festival in Utah. Anschließend wurde er gemeinsam mit der Produzentin Maria Gracia Turgeon für den Oscar Bester Kurzfilm nominiert. Außerdem erhielt er eine Lobende Erwähnung der Jury des Toronto International Film Festival 2018 in der Kategorie Best Canadian Short und war in der Canada’s Top Ten des Film Festivals.

## Filmografie
- 2013: Rudea (Kurzdokumentarfilm)
- 2014: Paths (Kurzdokumentarfilm)
- 2016: Ce qu'il reste (Kurzfilm)
- 2018: Fauve
- 2019: Daniela Andrade: Gallo Pinto (Musikvideo)
- 2019: Jeunes et courts! (Kurzfilm)
- 2019: Daniela Andrade: Genesis (Musikvideo)